# Arrol-Johnston
Arrol-Johnston (Аррол-Джонстон) — з 1896 року шотландський виробник автомобілів. Штаб-квартира знаходилася в Глазго. У 1921 році була створена дочірня компанія Galloway. У 1927 році об'єдналася з компанією Aster і було створено Arrol-Aster. У 1931 році Arrol-Aster припинив свою діяльність.

## Заснування компанії Arrol-Johnston
Джордж Джонстон народився в 1855 році, до 1894 року він працював залізничним інженером у Hyde Park Locomotive Works. 1894 року мерія Глазго найняла його для будівлі парового трамвая замість трамвая на кінній тязі. Але під час останнього випробування, коли комісія мала ухвалити рішення, його трамвай згорів. Після невдачі з трамваєм його увага переключилася на автомобілі континентальної Європи: ознайомившись із наявними варіантами, Джонстон вирішує, що може сконструювати краще авто, до того ж, з кращим двигуном.
У жовтні 1895 року Лжон Джонстон, його кузен Норман Фултон і Томас Блеквуд Мюррей, колишній менеджер фірми Mavor and Coulson, а також сер Вільям Аррол засновують фірму Mo-Car Syndicate Limited. Сер Вільям Аррол був інженером, який зробив собі ім'я на конструюванні мостів, у новій фірмі він став президентом, Джонстон став керуючим директором, Фултон став конструктором, а Мюррей, який був електриком, почав розробляти електричне запалювання для майбутнього автомобіля. Крім них, до підприємства приєдналися Арчибальд Коат і Джон Міллар.

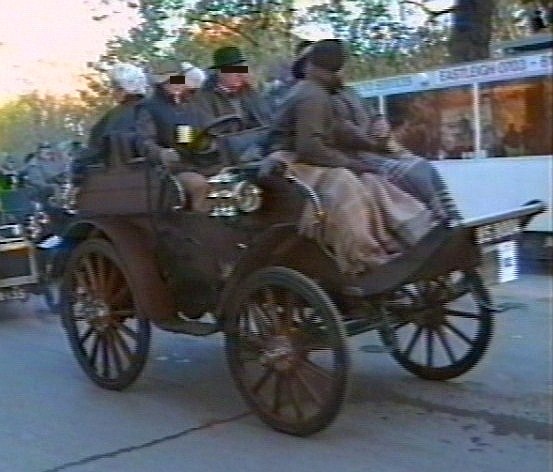
Arrol-Johnston 10HP Dogcart

У 1898 році була побудована перша машина, розроблена повністю в Британії, включно з двигуном. Машина мала 2-циліндровий 10-сильний 3.2 л двигун, коробка передач приводила в дію задні колеса за допомогою ланцюга, гальма каретного типу спрацьовували шляхом дотику спеціальних «черевичків» з покришками задніх коліс.
Перша машина мала 6 посадочних місць, а кузов її був виготовлений з дерева, ця важка машина могла розганятися до 32-х кілометрів на годину. Пізніше з'явилися і 2 — 4-місні варіанти, всі машини виготовлялися на заводі в Камлачі. 1899 року Фултон і Мюррей покидають фірму, щоб створити власну під назвою Albion Motor Co.
У 1901 році згорає завод у Камлачі, і замість реставрації вирішується перенести виробництво автомобілів у Пейслі. 1902 року контрольний пакет акцій купує великий промисловець Вільям Бірдмор, який і стає головою фірми. 1903 року він бере на місце головного інженера Джона Стюарта Неп'єра, незадоволений цим фактом Джонстон іде з фірми, а Бірдмор стає стовідсотковим власником фірми, роблячи фірму дочірнім підприємством свого концерну William Beardmore and Company. Джонстон же 1906 року засновує фірму All British Car Company, яка випускає 8-циліндрові машини потужністю в 54 сили. Але продає всього 12 машин — зазнавши фіаско, повертається у фірму.

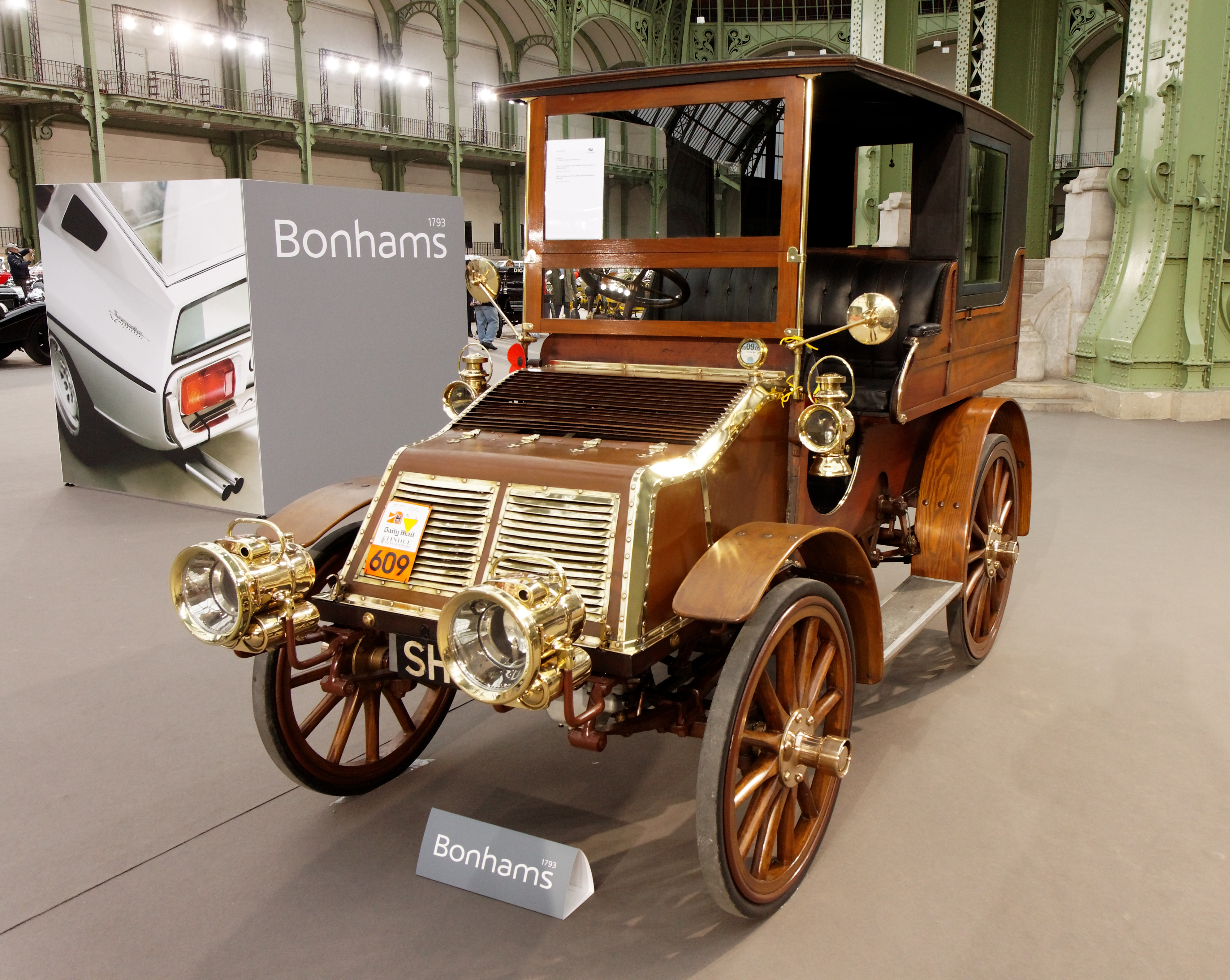
Arrol-Johnston 16/20HP Limousine

У 1904 році модельний ряд розбавляє 3-циліндровий варіант машини, який розвивав 20 сил. Цікаво, що його центральний циліндр мав більший об'єм.
У 1905 році Бірдмор перейменовує фірму в Arrol-Johnston Car Company Ltd. Тоді ж з'являється нова модель — 12/15НР. Це конструктивно сучасніша модель, мотор цієї машини був опозитним 4-циліндровим, об'ємом 3.0 л, а ось поршні в нього рухалися назустріч один одному. На відміну від архаїчної моделі, яка продовжувала випускатися, ця машина мала переднє розташування двигуна та й виглядала вже як сучасний автомобіль, а не візок з мотором. До речі, стару модель у 1905 році замовив сірдар Єгипту, на шасі цієї машини встановили прожектор, а колеса зробили монолітними з дерева, щоб колеса не загрузли в пісках Хартума. Таким чином ця машина стала першим позашляховим автомобілем.
До Турист Трофі 1905 року, що проходив на острові Мен, підготовляється дві машини на базі 12/15НР, потужність яких доведена до 18 к/с. Одна з них, під управлінням Неп'єра, займає перше місце в перегонах, випереджаючи Rolls-Royce, за кермом якого сидів Персі Норті, а Кирил Робертс приходить четвертим до фінішу.

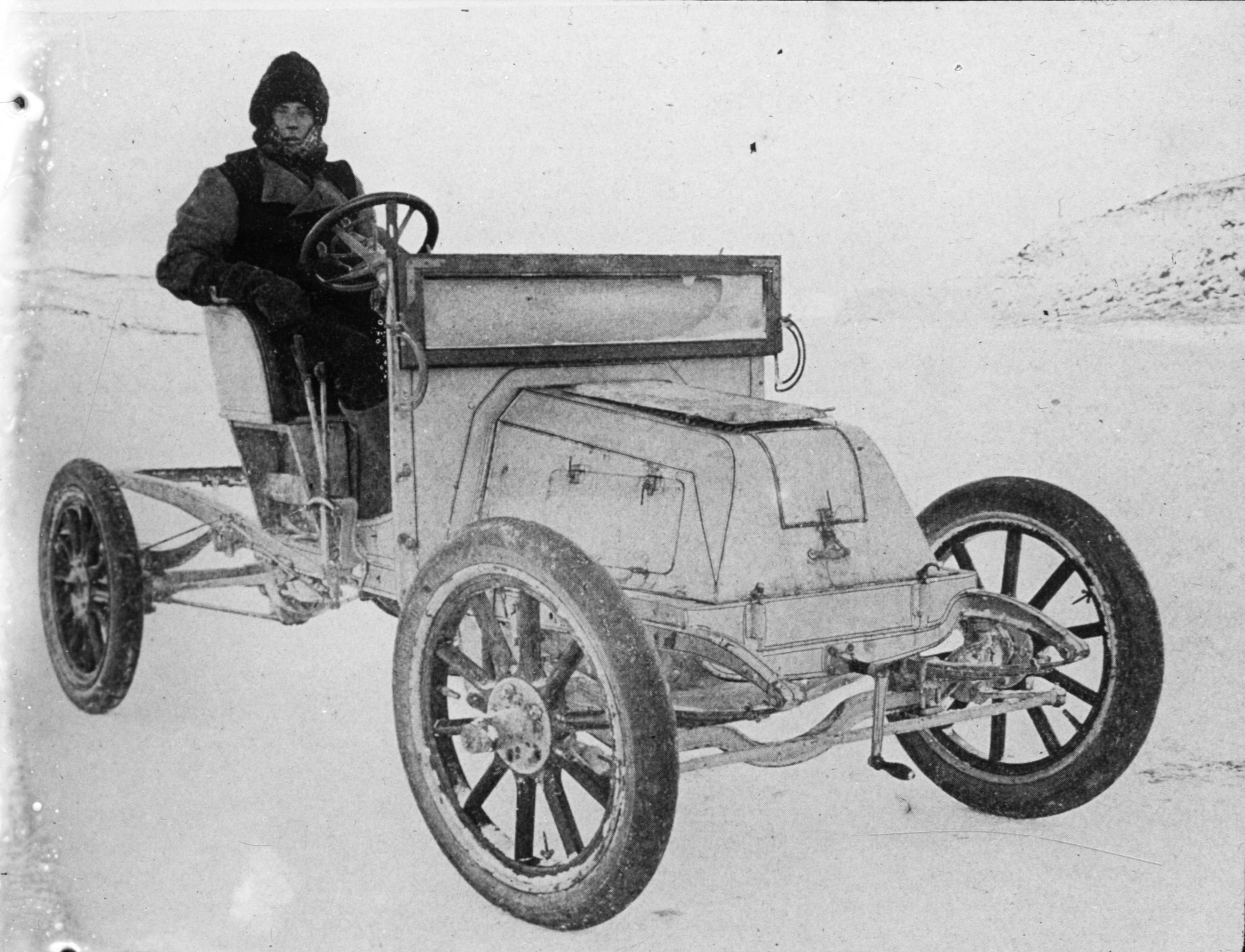
Arrol-Johnston 12/15HP з Шеклтоном за кермом на льоду Антарктиди

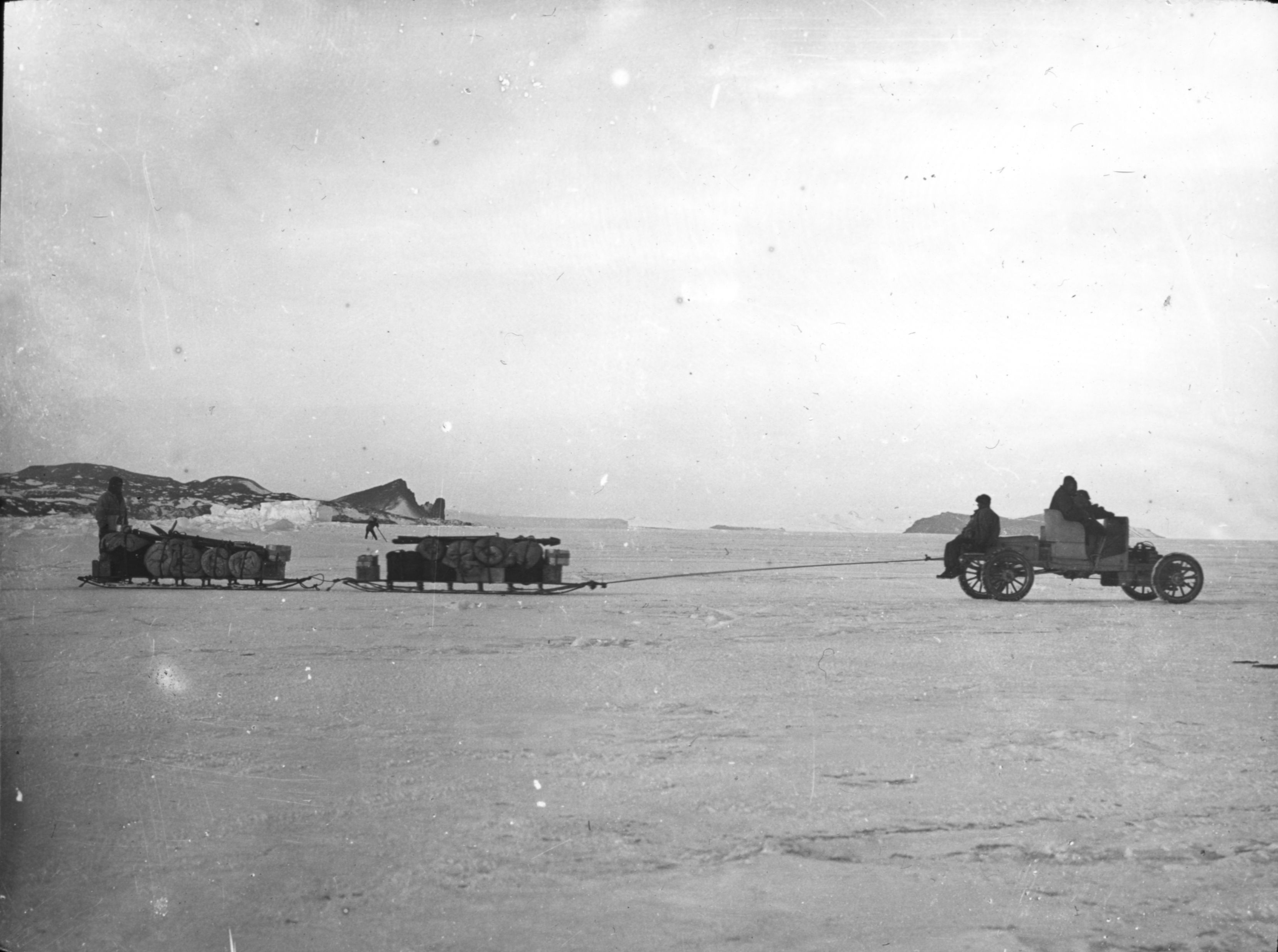
Рідкісний момент, коли Arrol-Johnston міг пересуватися своїм ходом на Південному полюсі

У 1906 році з'являється модель 24/30НР з рядною четвіркою об'ємом 4.65 літра, і через рік модель 38/45НР з 8.8 л двигуном, в 1907 році нарешті припиняється виробництво архаїчної моделі, яка, по правді кажучи, користувалася певним попитом, і в тому ж році фірма будує машину для Експедиції «Німрода» в Антарктиду. Чотирициліндровий 15-сильний двигун фірми Simms був повітряного охолодження, що мало вирішити проблему з охолодженням двигуна в суворих умовах, адже спеціальної охолоджуючої рідини ще не винайшли, а вода швидко би перетворилася на лід, що призвело б до поломки двигуна, двигун встановили на шасі моделі 12/15НР. Машину фірма подарувала лейтенанту Шеклтону безоплатно, розраховуючи, звичайно, на рекламу, тому що преса широко висвітлювала цю подію. Шеклтон ж розраховував, що буде долати по 10 км на годину на цій машині, що полегшило б його просування вглиб Південного полюса. Однак ні двигун, ні сама машина не були протестовані хоча б у сніжних умовах. Вперше машина була випробувана на мисі Хат, корабель «Німрод» не зміг дійти до бази Скотта, бо заважали льоди, і було вирішено подолати ці 26 км на автомобілі. Його спустили з корабля і без проблем завели, машина рушила, але незабаром загрузла в 20-сантиметровому шарі снігу, під яким був лід, через кілька годин машину «звільнили з полону» і підняли назад на борт корабля. У наслідку машину використовували на ділянках, де не було снігу, переважно, за маршрутом корабель — база, і що дивно, двигун постійно перегрівався, так що доводилося чекати, поки він охолоне і рушати далі. Подальша експедиція вглиб материка продовжилася спочатку на сибірських конях, а потім — пішим шляхом. До речі, Шеклтон не так увічнив у цій подорожі марку автомобілів, скільки ім'я одного зі спонсорів і власника фірми — Вільяма Бірдмора, давши його ім'я одному з льодовиків, які були відкриті під час експедиції 1908-1909 років.
У 1908 році з'являється модель 16/25НР з 4.3 л двигуном, три таких автомобілі були виставлені на Турист Трофі 1908 року, але ні Кирил Робертс, ні Даріо Реста не змогли дійти до фінішу, а Джеффрі Мосс навіть не зміг почати гонку, бо мотор вийшов з ладу ще до старту.
Проте вже через рік всі наявні моделі йдуть у відставку, тому що в 1909 році у фірму приходить новий головний інженер — Чарльз Томас Уілліс Пуллінгер, що працював до цього в французькій фірмі Darracq, а потім — і в британських Sunbeam і Humber. Пуллінгер розробляє нову модель — 15.9НР, оснащену 2.8 л 4-циліндровим мотором, радіатор машини був винесений до перегородки між салоном і моторним відсіком. Одним із революційних рішень стало використання гальм на всіх чотирьох колесах автомобіля.
У 1910 році у фірму креслярем приходить працювати дочка Пуллінгера — Дороті, а в 1911 році єдину модель 15.9НР, що знаходиться у виробництві, позбавляють переднього гальма, тому що клієнтура вважає його небезпечною опцією, також в 1911 році з'являється 6-циліндрова версія автомобіля — 23.8НР з 3.6 л двигуном, через рік до них приєдналося ще дві 4-циліндрові моделі: 11.9НР з 1.8 л двигуном і 20.9НР, також з 3.6 л, як і у 6-циліндрового побратима. У цьому ж році на Гран-прі Франції виставляється три автомобілі, один зійшов через ушкодження — пробило радіатор, другий був дискваліфікований, але третій, під управлінням Даріо Реста, приходить дев'ятим у загальному заліку.

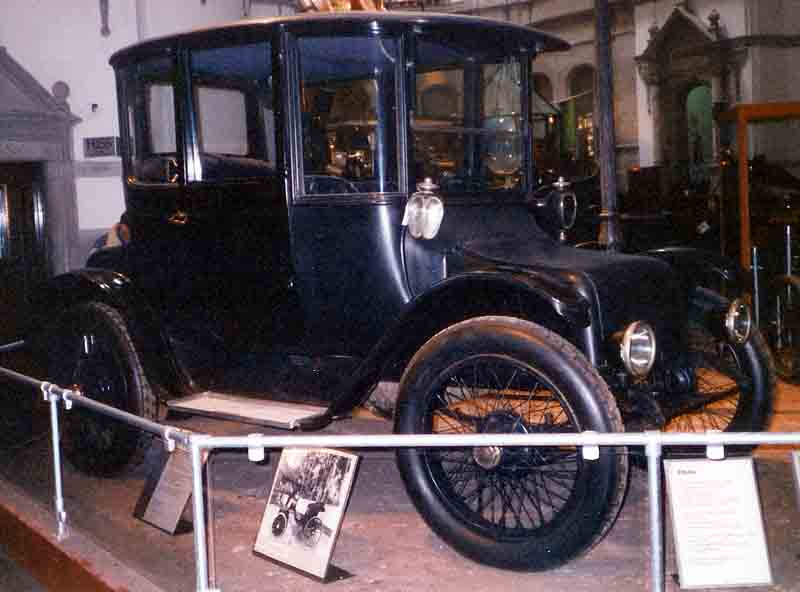
Detroit Electric Brougham

У 1913 році Бірдмор купує ділянку землі в Хітхоллі і наймає американського підрядника для спорудження заводу за проєктом американського ж архітектора Кана, який був автором заводу для Генрі Форда, де почали випускати новий Ford T. Завод в Хітхоллі стає першою залізобетонною будовою в Британії. У тому ж році фірмі вдається отримати контракт на побудову 50 електромобілів по запатентованому роком раніше проєкту Едісона. Автомобілі повторювали собою продукцію американської фірми Detroit Electric, родзинкою якої була наявність системи, яка дозволяла керувати автомобілем або сидячи спереду, або сидячи позаду, автомобіль оснащувався 14-ма нікелевими 6-вольтовими акумуляторами Едісона, з якими електромобіль розвивав швидкість в 32 км/год, а автономність поїздки становила 130 км в спокійному режимі їзди.
У 1915 році з'являється остання модель — 17.9HP з 2.7 л двигуном, проте в тому ж році виробництво автомобілів припиняється, завод починає випускати авіаційні двигуни, а також снаряди, причому, відповідати за відділ, що виготовляє снаряди, ставлять Дороті Пуллінгер. По закінченню бойових дій, в 1919 році, з'являється нова модель — Victory (Перемога), яку спроєктував новий інженер фірми — Джордж Вільям Браун, якому асистував Лео Шортер, що пізніше стане головним інженером фірми Hillman, а поки він перейшов в шотландську фірму з Sunbeam. Першим покупцем нової моделі, яка оснащувалася 2.7 л 40-сильним мотором з верхнім розподільчим валом, став принц Уельський, який придбав машину для свого вояжу по західній Англії, проте машина постійно ламалася, що послужило скверною рекламою для неї.
Тому до кінця року вона пропала з каталогів, а її замінником стала перероблена довоєнна модель 15.9НР. Радіатор оновленої машини перенесли вперед, завдяки чому дизайн кузова виглядав вже сучасніше, ніж у попередника, правда він став і менш харизматичним.

## Arrol-Johnston разом із дочірньою компанією Galloway
У 1921 році Дороті Пуллінгер домагається своєї мети — Arrol-Johnston засновує новий бренд Galloway, який повинен випускати і продавати доступні автомобілі на потужностях заводу в Тонгленді, де під час війни виробляли снаряди. Головним лейтмотивом нової фірми стає гасло компанії — «Автомобіль, який спроєктували і побудували дами для інших людей їх же статі», оскільки головним інженером фірми стає Дороті Пуллінгер: небачена до цього подія. До війни Дороті намагалася вступити в інженерну школу, проте їй було відмовлено через її стать — міг знати, що потім її ім'я буде висіти в залі слави конструкторів Шотландії.

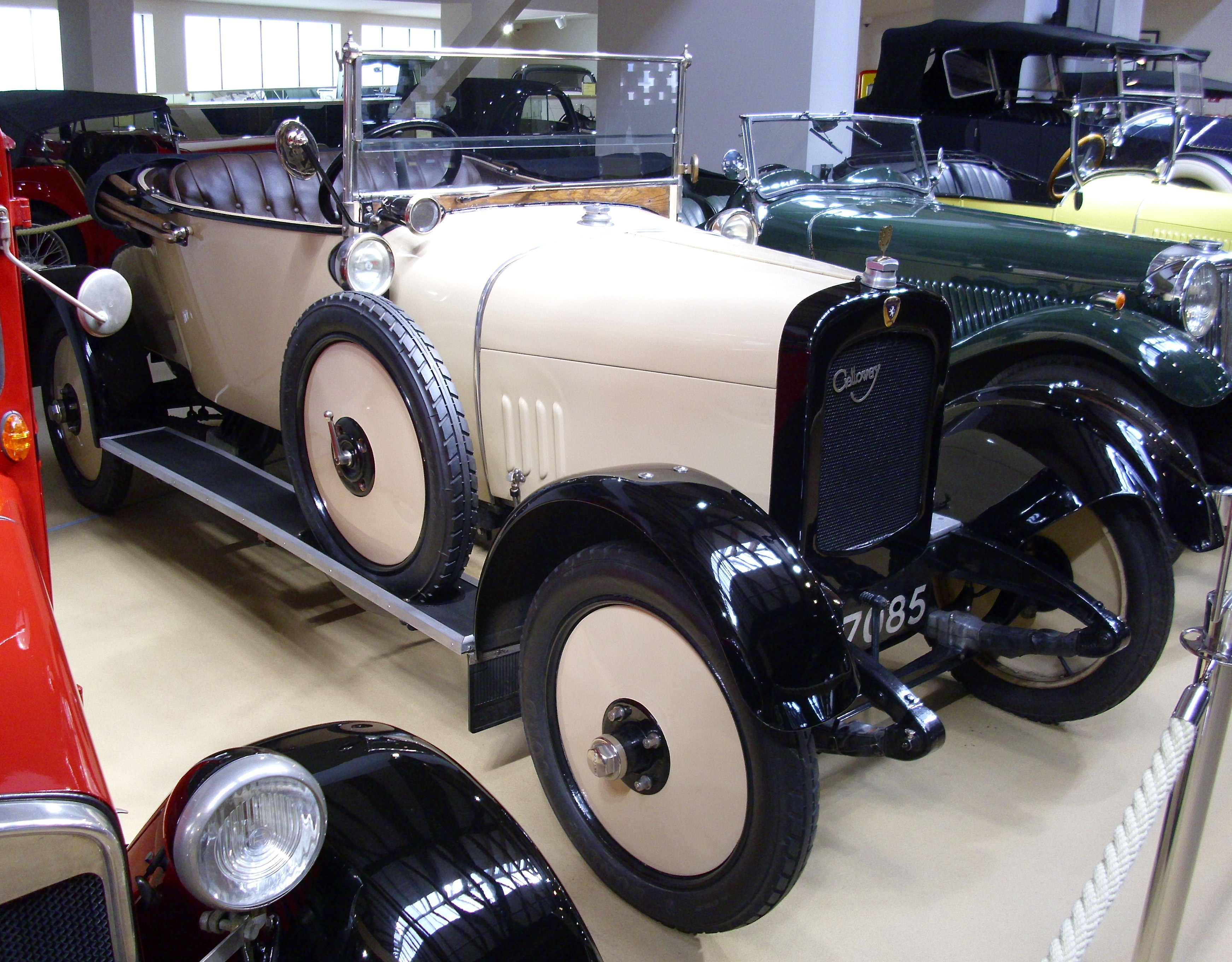
Galloway 10/20НР Roadster

Дороті Пуллінгер, до речі, наймала на роботу тільки жінок, які і збирали автомобілі цієї марки. Первістком стала модель 10/20НР з 1.5 л мотором, правда, конструкція автомобіля дуже нагадувала FIAT 501.
У 1922 році головне підприємство випускає ще одну модель — 20НР, яка оснащена 4-циліндровим 3.3 л двигуном.
Попутно оновлюється і модель 15.9НР, яка отримує нові дискові колеса. 1923 року виробництво автомобілів марки Galloway переноситься на головний завод компанії, тому що новий бренд не виправдовує себе з економічного боку, за ці два роки, що машина продається, було продано лише близько 200 автомобілів. Тому їх збірка триває в Хітхоллі, через рік з'являється нова модель у Arrol-Johnston — 12HP з 1.7 л двигуном.
У 1925 році Arrol-Johnston 12HP перетворюється на Galloway 12HP, а модель 10/20НР припиняє своє існування, крім пасажирської версії «жіноча марка» пропонує і вантажні версії своєї машини, а роком раніше Дороті Пуллінгер виграє на моделі 10/20НР 6-денний марафон Scottish Six Day Trials. 1926 року модель 15.9НР, яка на той момент стала єдиною моделлю, отримує новий 2.6 л двигун і перейменовується в 15/40НР, попутно отримуючи нові типи кузовів типу Dominion, який нагадував дорогі Double Cowl від іменитих брендів, також перейменовується і Galloway 12 в 12/30HP, при цьому отримуючи гальма на всі колеса.

## Компанія Arrol-Aster разом із Galloway
У 1927 році фірма об'єднується з компанією Aster Engineering Co, нове утворення тепер носить ім'я Arrol-Johnston and Aster Engineering Co, а автомобілі — Arrol-Aster, виробництво автомобілів триває на потужностях, що належали до цього фірмі Arrol-Johnston. Завод в Уемблі, де будували Aster, був перероблений у склад для запасних частин. Модель 15/40НР продовжують випускати під новою назвою, від Aster дісталася у спадок модель 21/60НР з 3.05 л 6-циліндровим двигуном, компанію їм склала нова модель, яку фірма Aster хотіла вивести на ринок в акурат перед злиттям, під капотом 24/70HP розміщувався 3.5 л 6-циліндровий двигун, обидва 6-циліндрових двигуни були безклапанними і сконструйовані за системою Берта-Макколумна, які розробили одноканальний безклапанний двигун свого часу для іншої шотландської фірми — Argyll.

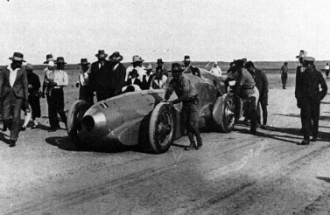
Болід Малкольма Кембелла

У 1928 році ці 6-циліндрові моделі змінюються новою — 17/50НР, яка оснащена також безклапанним двигуном, але цього разу об'ємом 2.4 літра. Автомобіль марки Galloway отримує індекс 12/50НР і закриті кузова седан, побудовані за ліцензією Weymann, тобто з дерматину. У цьому ж році сер Малкольм Кембелл довіряє фірмі перебудувати його болід для заїздів на рекорд швидкості, який він назвав Blue Bird III, технічну частину чіпати не стали, тому що тільки рік тому на болід встановили новий мотор і трансмісію, а от кузов, який роком раніше був побудований фірмою H.J. Mulliner & Co, довелося ґрунтовно переробити.
Через рік припиняється виробництво автомобілів марки Galloway, також в історію іде модель 15/40НР, що веде свій родовід аж з 1909 року, а компанію моделі 17/50НР тепер становить нова 8-циліндрова 23/70HP, її мотор об'ємом 3.3 л також був безклапанним, а як бонус він був оснащений компресором фірми Cozette. 1929 року компресором за замовленням оснащують і молодшу модель, яка завдяки йому може розганятися до 117 км/год, на одній з таких машин Віктор Брюс бере участь у Монте-Карло 1929 року, однак результативною ця гонка не стала. Тоді фірма готує два компресорних 17/50НР для Турист Трофі, які проходять з 1928 року на трасі Ардс, що у Ньютаунардсі, однак і Едвін Хол, і Джерард розбивають свої гоночні автомобілі.
Arrol-Aster 23/70НР Sociable Coupe

## Припинення виробництва і закриття компанії
Але тут обрушується фондовий ринок, машини тепер не продаються, як хотілося б, а тут і зовсім катастрофа, так-сяк компанія тримається до 1931 року, до цього моменту з 1928 року було побудовано всього близько 80-ти автомобілів моделей 17/50НР і 23/70НР, які, до того ж, відрізнялися розміром колісної бази. 1931 року завод назавжди припиняє виробництво автомобілів, так само як і компанія припиняє своє існування.

## Список автомобілів Arrol-Johnston
- 1898 — Arrol-Johnston 10HP
- 1904 — Arrol-Johnston 16/20HP
- 1905 — Arrol-Johnston 12/15HP
- 1906 — Arrol-Johnston 24/30HP
- 1907 — Arrol-Johnston 38/45HP
- 1908 — Arrol-Johnston 16/25HP
- 1909 — Arrol-Johnston 15.9HP
- 1911 — Arrol-Johnston 23.8HP
- 1912 — Arrol-Johnston 11.9HP
  - Arrol-Johnston 20.9HP
- 1915 — Arrol-Johnston 17.9HP
- 1919 — Arrol-Johnston Victory
- 1922 — Arrol-Johnston 20HP
- 1924 — Arrol-Johnston 12HP
- 1926 — Arrol-Johnston 15/40HP

## Список автомобілів Galloway
- 1921 — Galloway 10/20НР
- 1925 — Galloway 12HP
- 1926 — Galloway 12/30HP
- 1928 — Galloway 12/50HP

## Список автомобілів Arrol-Aster
- 1927 — Arrol-Aster 15/40НР
  - Arrol-Aster 21/60НР
  - Arrol-Aster 24/70НР
- 1928 — Arrol-Aster 17/50НР
- 1929 — Arrol-Aster 23/70НР